# Plaza España (Guatemala)
La Plaza España, conocida hasta el 2002 como la Plazuela España, es una plaza pública en la Zona 9 de la Ciudad de Guatemala, Guatemala. 
En el centro de la plaza se encuentra la fuente Carlos III en honor al rey Carlos III de España. La fuente data de 1789 cuando estaba ubicada en la Plaza de la Constitución, hasta que fue traslada en 1933 a la Plaza España. Además de la fuente, la plaza contiene monumentos y estatuas del escritor Miguel de Cervantes Saavedra, rey Carlos V de España y Bernal Díaz del Castillo, primer cronista de la Capitanía General de Guatemala.

## Historia

### sigloXX
La planificación de la Plaza España inició en 1929 como parte del plan urbanístico del gobierno guatemalteco que buscaba embellecer a la ciudad y mejorar su vialidad. Los terrenos de la plaza fueron donados por don Felipe Yurrita.
El 30 de junio de 1933 se inauguró la fuente Carlos III tras su total reconstrucción. La fuente originalmente fue inaugurada el 18 de noviembre de 1789 en la Plaza Mayor, la actual Plaza de la Constitución, hasta su traslado en 1933 a la Plaza España. Para su inauguración en 1933 el Gobierno de España donó cuatro bancas cubiertas en azulejos de Talavera de la Reina, España. Las bancas fueron colacadas en los cuatro puntos de los jardines alrededor de la rotonda central.

### sigloXXI

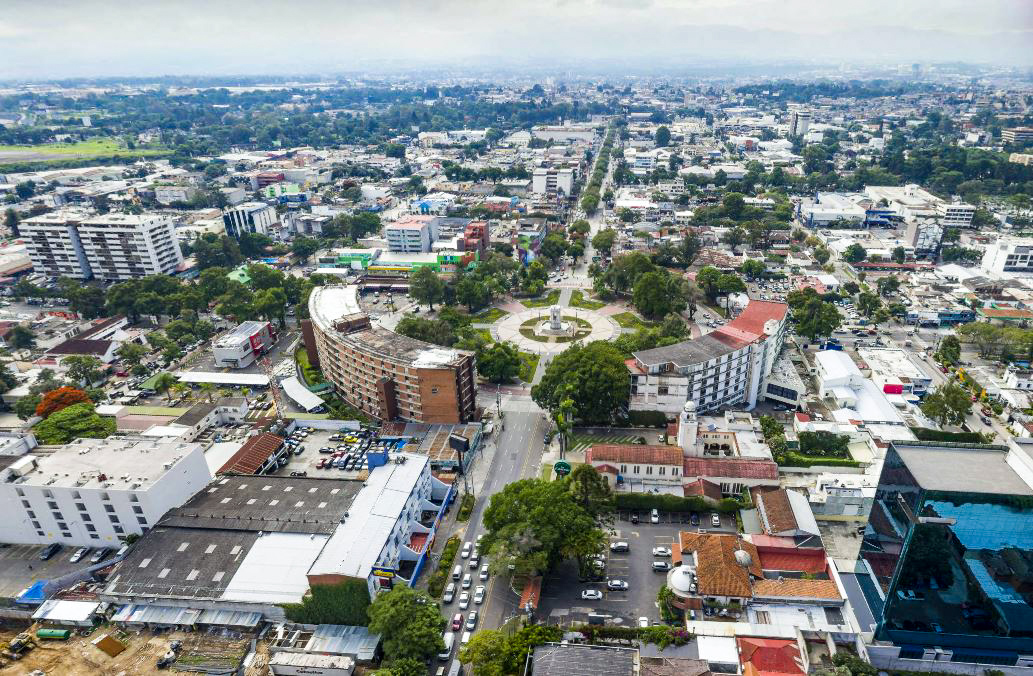
Plaza España ubicada en zona 9 de la Ciudad de Guatemala.

En el 2002 la plaza cambió de nombre oficialmente de la "Plazuela España" a "Plaza España".
En diciembre de 2016 se iniciaron las obras de ampliación y remodelación en la plaza para convertir la plaza en una zona peatonal con más espacios verde. La remodelación quitó los carriles de la rotonda alrededor de la fuente Carlos III y movió el tráfico vehicular a los carriles auxiliares en el perímetro de la plaza colindante a los edificios. La remodelación ensanchó aceras y los espacios verdes con nuevos árboles, jardines, juegos infantiles y un gimnasio al aire libre. La fuente Carlos III fue restaurada por el español Miguel de los Reyes.
La nueva Plaza España se inauguró el 12 de septiembre de 2017. El coste total de la remodelación fueron de 10 millones de quetzales. Por su ubicación y sus distintas áreas verdes, actualmente la plaza es uno de los lugares turísticos de la ciudad visitado por nacionales y extranjeros.